# Genius populi romani
Il Genius populi romani, conosciuto anche come Lare Farnese, è una scultura marmorea di epoca romana databile al II secolo d.C. e conservata presso il museo archeologico nazionale di Napoli.

## Storia e descrizione
La scultura, originale creazione di epoca adrianea, mostra un giovane la cui natura dei vestiti che indossa, una toga-indumento simile a una trabea e un tipo di scarpe con raffigurazioni di imperatori in veste militari, permettono di identificarlo come il genius del popolo romano, ovvero uno spirito protettivo e vitale per il popolo romano che ha esercitato la sua influenza benigna su ogni aspetto della società romana.
Date le dimensioni eccezionali della statua, la stessa doveva provenire da un importante edificio pubblico. I fiori nella mano sinistra, invece, sono frutto di un restauro più recente di Carlo Albacini.
Inizialmente si pensava che la scultura fosse stata rinvenuta alle terme di Caracalla a Roma. Ma la rappresentazione del Lare Farnese in un disegno realizzato dall'artista olandese Maarten van Heemskerck, di data anteriore allo scavo delle terme romane, nega tale ipotesi. Più probabilmente, invece, l'opera proviene da villa Madama.